# 庶妃鈕祜祿氏 (清太祖)
庶妃鈕祜祿氏（?—?），博克瞻之女。清太祖努尔哈赤之小福晉，后世文献称為庶妃。

## 生平
目前並不清楚鈕祜祿氏是在何時、以何方式被努爾哈赤收為後宮主位。萬曆十三年（1585年）十一月初四日子時，生努爾哈赤第四子鎮國克潔將軍湯古代。萬曆十七年（1589年）二月十八日戌時，生努爾哈赤第六子奉恩輔國愨厚公塔拜，其後情況不詳。
《滿洲實錄》提到努爾哈赤去世之后，大妃烏喇納喇氏，以及二妃阿吉根、代因扎殉死。其中，二妃阿吉根、代因扎在滿文中寫作「han i juwe buya fujin ajigen deinje」，直譯為「汗的兩個小福晉阿吉根、代因扎」，當中是否有一位即為庶妃鈕祜祿氏暫不得而知:149。
另外，清末林熙春所撰的《國朝掌故輯要》卷一稱「庶妃阿代氏生陽古代，生塔拜，生巴布泰，生巴布海，生頼慕布」。事實上，湯古代與塔拜的生母應為庶妃鈕祜祿氏，巴布泰與巴布海的生母應為庶妃嘉穆瑚覺羅氏，而賴慕布的生母應為庶妃西林覺羅氏。「庶妃阿代氏」此稱謂的實際來源尚不明確，且目前無法確定它是否為庶妃鈕祜祿氏、嘉穆瑚覺羅氏或西林覺羅氏中某一位庶妃的另一種姓氏寫法，有待未來進一步考證。